# Ясленский повет
Ясленский повет (пол. Powiat jasielski) — повет (район) в Польше, входит как административная единица в Подкарпатское воеводство. Центр повета — город Ясло. Занимает площадь 830,41 км². Население — 114 958 человек (на 30 июня 2015 года).

## Административное деление
- города: Ясло, Колачице
- городские гмины: Ясло
- городско-сельские гмины: Гмина Колачице
- сельские гмины: Гмина Бжиска, Гмина Дембовец, Гмина Ясло, Гмина Кремпна, Гмина Новы-Жмигруд, Гмина Осек-Ясельски, Гмина Сколышин, Гмина Тарновец

## Демография
Население повята дано на 30 июня 2015 года.
| Перепись            | Всего   | Мужчины | Женщины |
| ------------------- | ------- | ------- | ------- |
| Всего               | 114 958 | 56 447  | 58 511  |
| Городское население | 37 534  | 18 025  | 19 509  |
| Сельское население  | 77 424  | 38 422  | 39 002  |